# Extracció de sorra

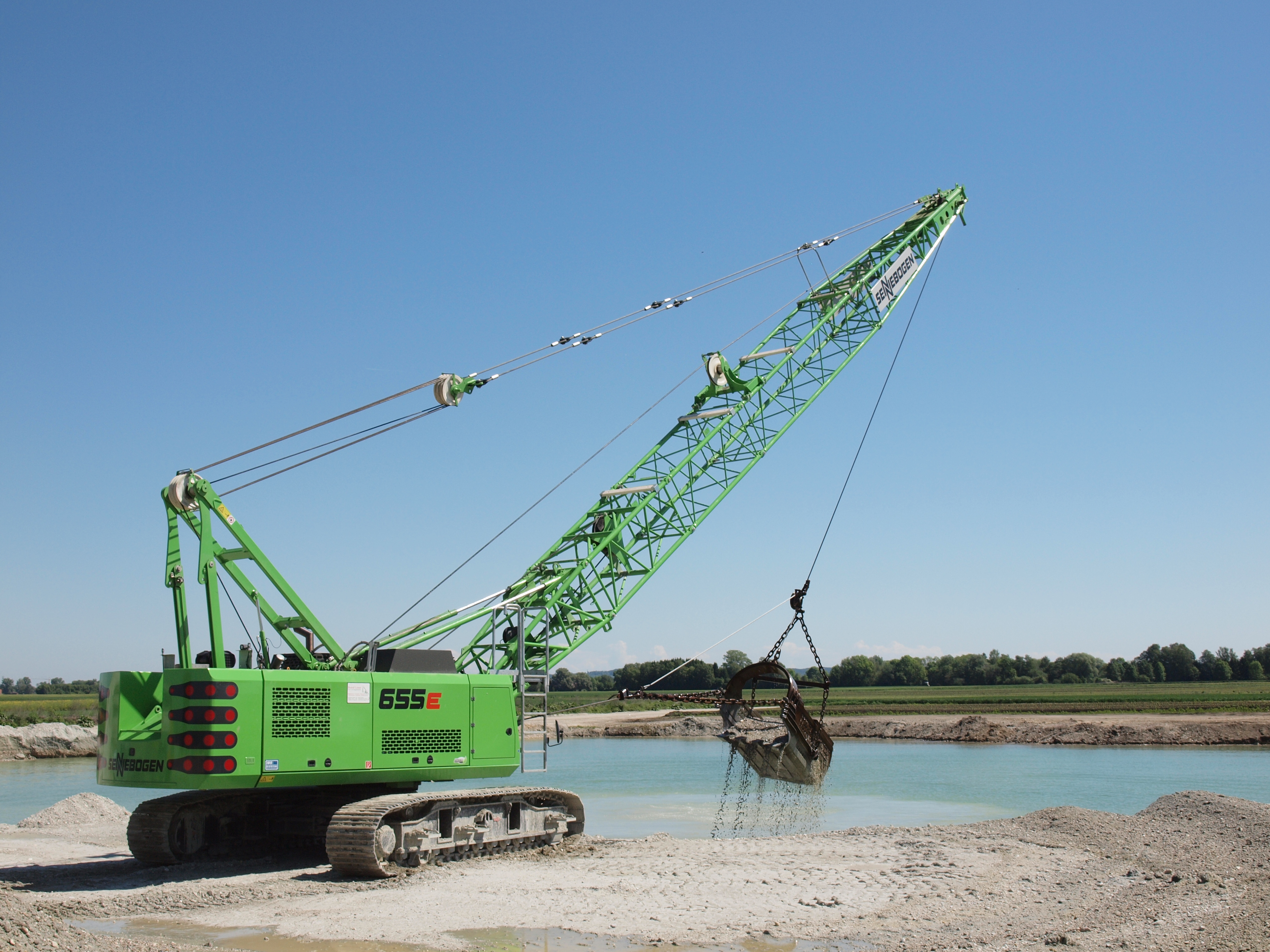
Draga extraient sorra d'un llac.

L'extracció de sorra és realitzada principalment a través d'un pou obert, però de vegades s'extreu de les platges i les dunes de l'interior o mitjançant el dragatge dels oceans i les lleres dels rius.

## Usos
La sorra s'usa sovint en la fabricació, per exemple, com a abrasiu o en formigó. També s'usa en carreteres amb gel i neu, generalment barrejada amb sal, per a reduir la temperatura del punt de fusió en la superfície de la carretera. La sorra pot reemplaçar la costa erosionada.

## Perills mediambientals
L'extracció de sorra és una causa directa de l'erosió i impacta la vida silvestre local. Diversos animals depenen de platges arenoses per a niar, i la mineria ha portat a la gairebé extinció del gavial (una espècie de cocodril) a l'Índia. L'alteració de la sorra submarina i costanera causa terbolesa en l'aigua, la qual cosa és nociu per a organismes com el coral que necessiten llum solar. També pot destruir les pesqueres, perjudicant financerament els seus operadors.